# Zamek w Chrostowej

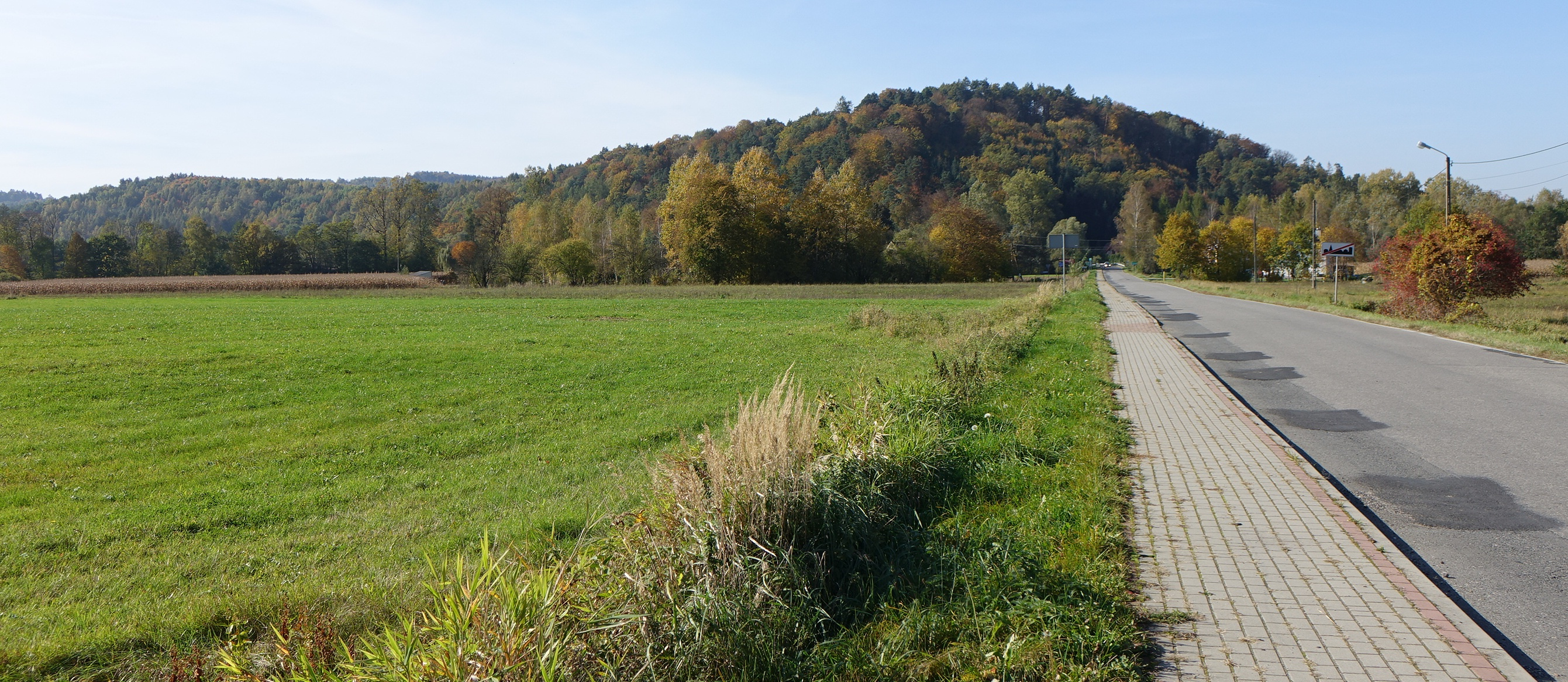
Widok od wschodu na Chrostowską Górę (po prawej stronie)

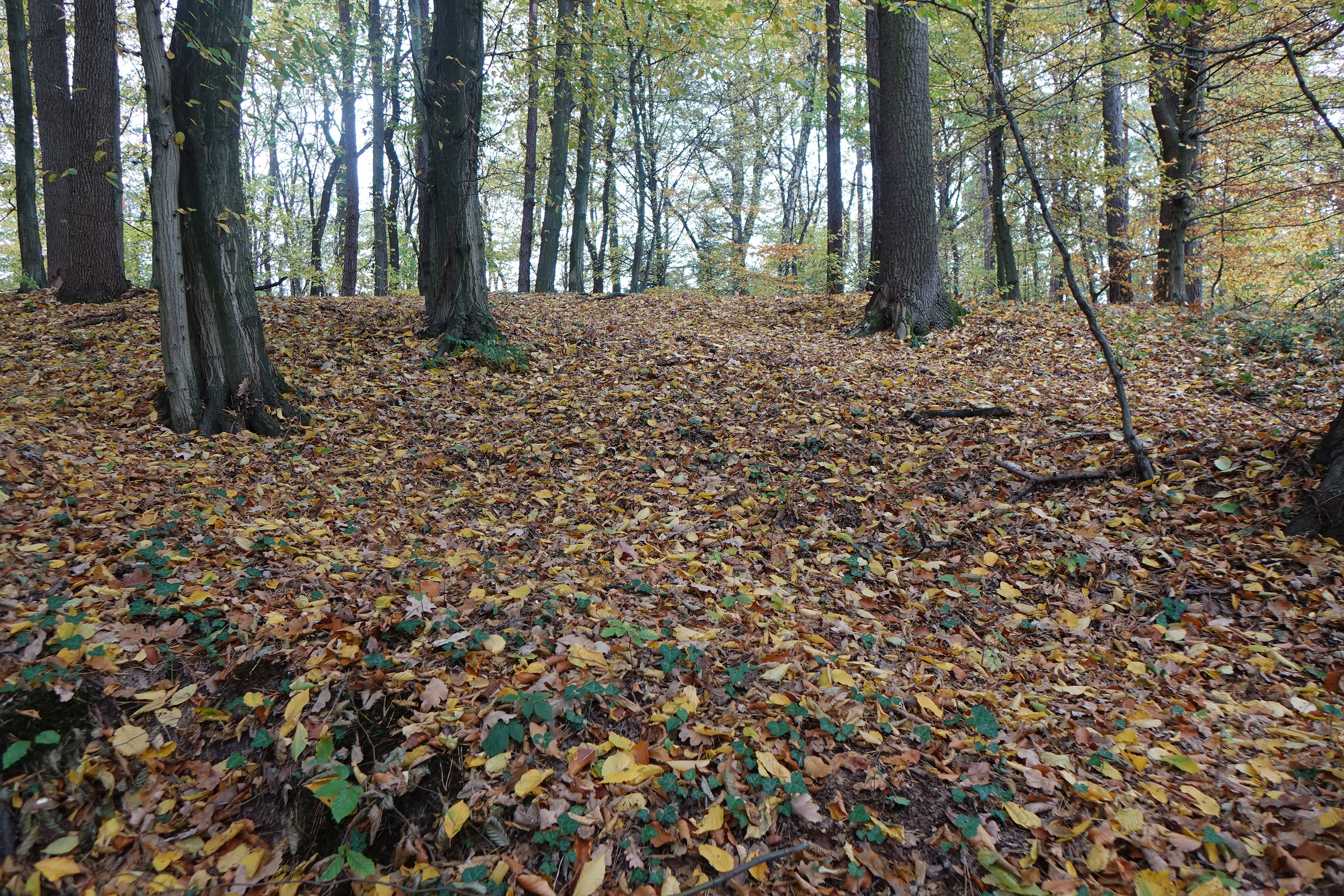
Plateau na szczycie Chrostowskiej Góry

Zamek w Chrostowej, Gród w Chrostowej, Grodzisko w Chrostowej – dawny, nieistniejący zamek we wsi Chrostowa w województwie małopolskim, w powiecie bocheńskim, w gminie Łapanów. Znajdował się na szczycie Chrostowskiej Góry na Pogórzu Wiśnickim.

## Położenie
Chrostowska Góra znajduje się w zakolu nad lewym brzegiem rzeki Stradomka, do której opadają jej wschodnie i północne stoki. Stoki zachodnie opadają do wąwozu niewielkiego bezimiennego potoku i do wąwozu potoku o nazwie Potok. Wzniesienie stanowi północne zakończenie grzbietu oddzielającego dolinę Stradomki od doliny Potoku. Obecnie jest całkowicie porośnięte lasem mieszanym i jedynymi widocznymi pozostałościami po zamku są silnie zniszczone ziemne wały i pokryte ziemią resztki kamiennej wieży. Ze względu na tę kamienną wieżę budowla jest ostatnio przez historyków zaliczana do kategorii zamków, nie grodów.
Na przeciwległym brzegu Stradomki, na wzniesieniu Kociego Zamku jest druga, odległa o 1 km budowla obronna – Grodzisko w Sobolowie. Obydwie te budowle obronne strzegły drogi biegnącej doliną Stradomiki.

## Właściciele
Pierwszymi właścicielami tych terenów byli bracia z rodu Półkoziców – kanonik krakowski Wysz z Niegowici (Wysz VII z Juręcic) i komes Dzierżykraj. W 1262 roku od księcia Bolesława Wstydliwego otrzymali oni duży obszar ziemi na tym terenie i prowadzili tutaj działalność kolonizacyjną. Prawdopodobnie to oni sfinansowali budowę niewielkiego obronnego gródka strzegącego drogi i majętności w dolinie Stradomki. Badania archeologiczne datują jego budowę właśnie na II połowę XIII wieku. Około 1288 r. dobra nad Stradomką przeszły w ręce zięcia Dzierżykraja Mironiega, po nim zaś dziedziczyli je kolejni potomkowie, m.in. Jan Pakosławic z Niegowici. Później tereny Chrostowej i sąsiedniego Kamyka kolejno były własnością rodu Marszowskich, Kosteckich herbu Szarża i innych, a w 1539 r. żona Sebastiana Wielogłowskiego sprzedała je Krzysztofowi Niewiarowskiemu za 950 florenów. W dokumencie sprzedaży jest nazwa „fortalicjum Kamyk alias Grodzisko” i jest to jedyny zachowany dokument wzmiankujący ten zamek, a Krzysztof Niewiarowski herbu Półkozic był ostatnim jego właścicielem.

## Budowla
Wschodnie, północne, i południowe stoki Chrostowskiej Góry są strome, mają więc własności obronne. Jedynie od zachodniej strony są łagodne, w tym celu od strony tej wykonano szeroką fosę poprzeczną. Później, już po zniszczeniu zamku, została ona poszerzona wskutek wybierania kamieni, obecnie nie można więc ustalić jej rozmiarów. Na szczycie jest płaskie plateau o wymiarach 28 × 23 m z bardzo słabo zachowanymi resztkami wewnętrznych okrężnych wałów obronnych. Lepiej zachowały się zewnętrzne wały obronne od strony północnej, południowej i wschodniej. Obecnie mają szerokość 3 m, a ich wysokość nie przekracza 1 m. Widoczne są przy nich trójkątne nasypy ziemne będące prawdopodobnie pozostałościami bastionów.
Na szczytowym plateau Chrostowskiej Góry istniał murowany budynek, jego resztki są obecnie ukryte pod ziemią. W XIV wieku w zachodniej części wybudowano kamienną wieżę obronno-mieszkalną na planie kwadratu o boku 7,5 m. Zachowały się resztki jej murów o grubości 1,9 m. Ponadto wały ziemne wzmocniono w środku kamiennym murem. Prawdopodobnie w jednym z pomieszczeń wieży istniała zamkowa kaplica, wspomina o niej w 1935 r. kapelan dworu Mikołaja z Marszowic, który wówczas był właścicielem Chrostowej. Zamkowa kaplica istnieje też w legendach i ustnych przekazach.

## Badania archeologiczne i legendy
Zamek odkryli w 1926 r. gimnazjaliści z Koła Krajoznawczego w Bochni. Według ustnych podań jeden z mieszkańców Sobolowa wydobywający kamienie do budowy domu w pozostałościach zamku znalazł drzwi z ręcznie kutymi okuciami. Przekazał je kościołowi w Sobolowej, gdzie zostały ona zamontowane w zakrystii. Prawdopodobnie nie chodzi o całe drzwi, a tylko potężny, kuty zamek do nich. Według legendy drzwi te kilkakrotnie powracały na zamek, dopiero gdy na zamek odbyła się w Boże Ciało procesja z sakramentami, drzwi pozostały w kościele już na stałe.
Pierwsze archeologiczne badania zamku przeprowadził Jan Wielek. W sondażowym wykopie znalazł silnie zniszczone kości i resztki glinianych naczyń zdobionych falistym ornamentem. W tym samym czasie krótkie badania prowadził także Józef Żurowski. Systematyczne badania archeologiczne w latach 1967–1968 przeprowadziło Muzeum Żup Krakowskich Wieliczka. Kierował nimi Kazimierz Reguła. Badaniami objęto prawie połowę plateau. Na zamczysku wyróżniono sześć warstw kulturowych. Najliczniejszymi znalezionymi artefaktami były kawałki ceramiki. Oprócz nich znaleziono kości zwierząt, bełt kuszy, obrobione kamienie, resztki narzędzi rolniczych i fragmenty kafli piecowych. Wyróżniono dwa etapy rozwoju osadnictwa na Chrostowej Górze; pierwszy pochodzący z drugiej połowy XIII wieku i drugi z XIV wieku. Zamek uległ zniszczeniu pod koniec XIV wieku, najprawdopodobniej wskutek pożaru.